# Komonica błotna
Komonica błotna (Lotus uliginosus Schkuhr) – gatunek byliny należący do rodziny bobowatych. Pochodzi z Europy i Afryki Północnej, rozprzestrzenił się także w Ameryce Północnej, na Azorach w Australii i na Hawajach. W Polsce jest średnio pospolita. Częściej występuje na niżu, w zachodniej i środkowej części Polski, rzadziej w górach, a na północno-wschodnich krańcach kraju znana jest z pojedynczych stanowisk – w tamtym obszarze przebiega wschodnia granica zasięgu tego gatunku.

## Morfologia

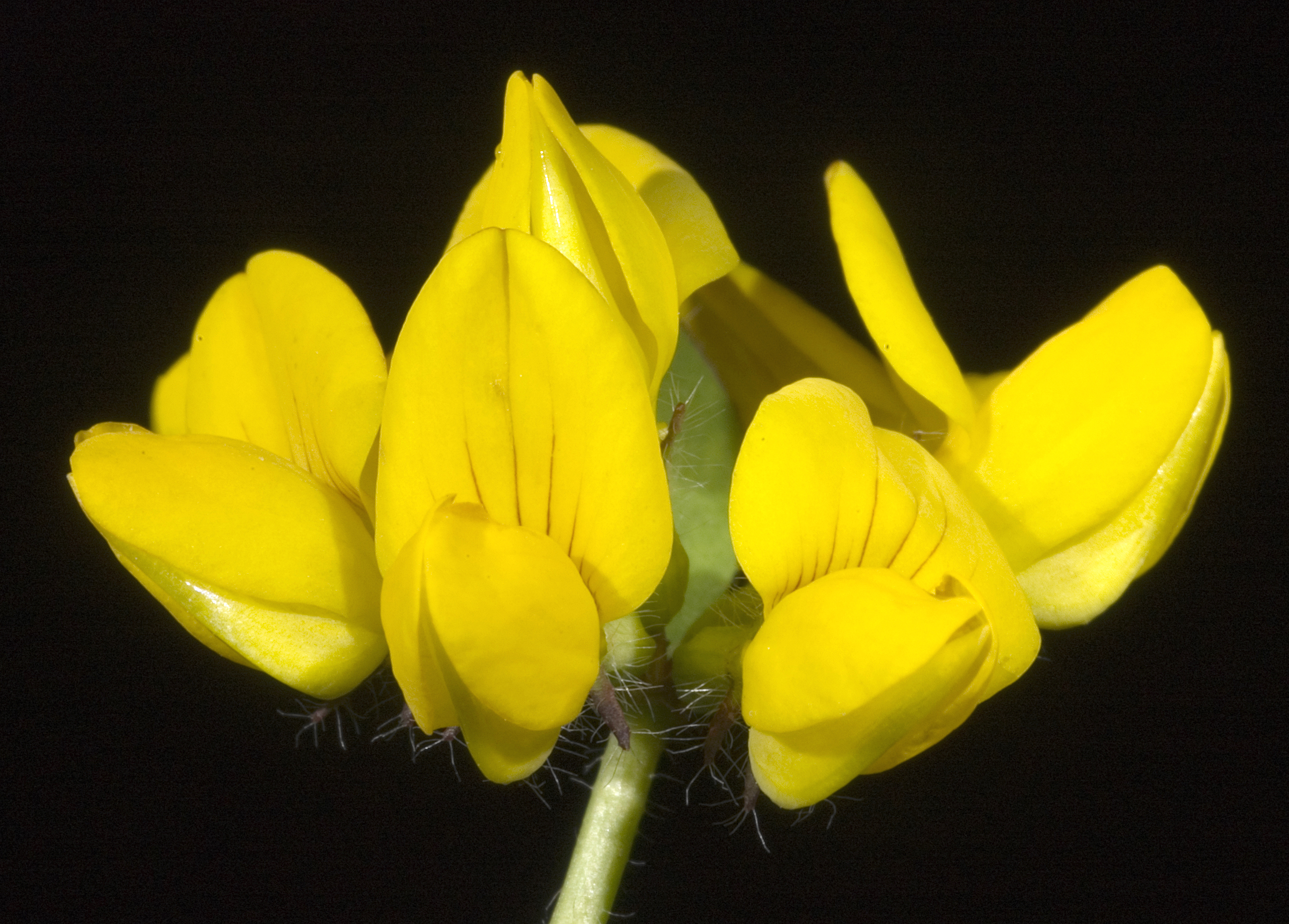
Kwiatostan

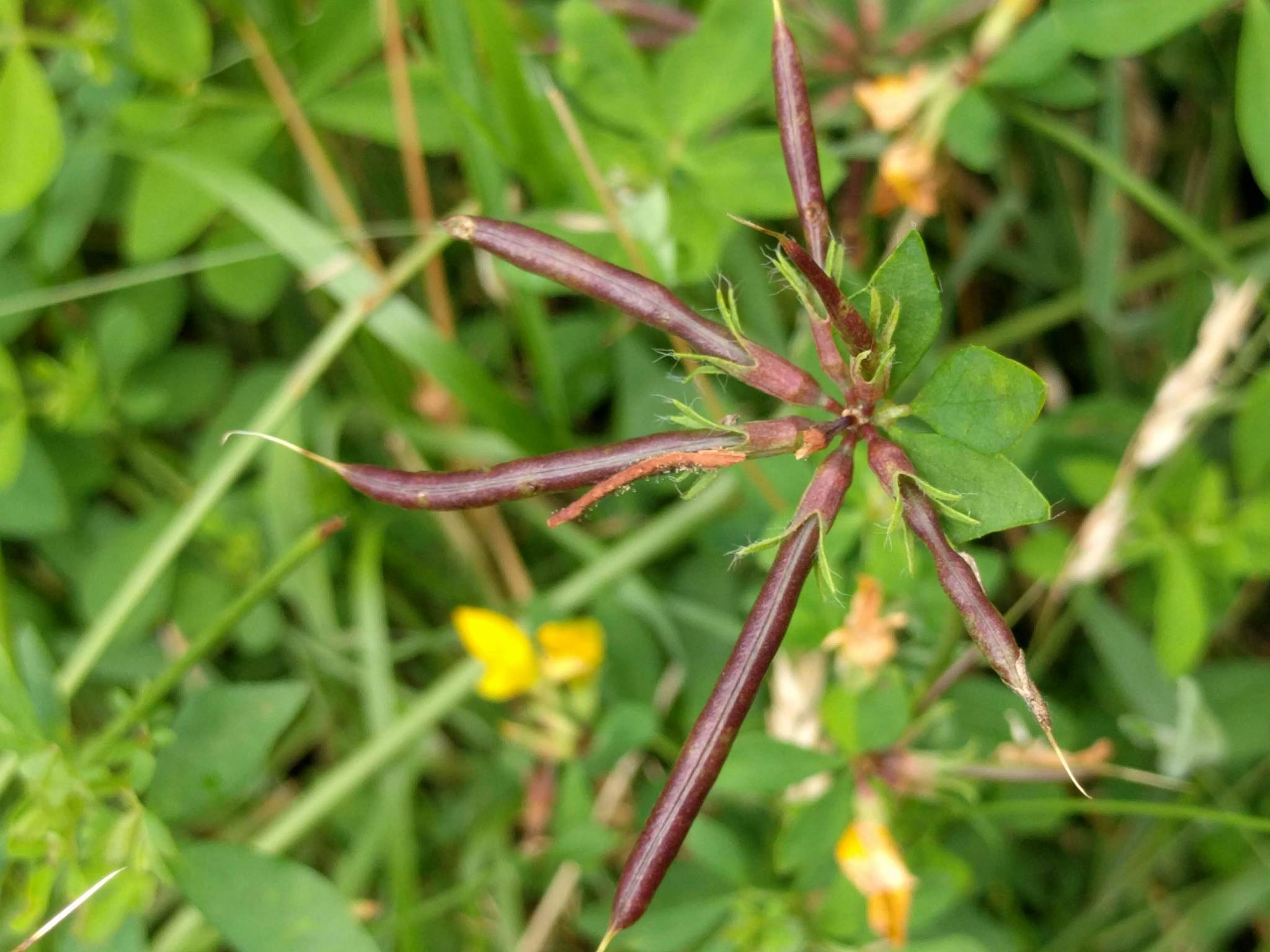
Owoce

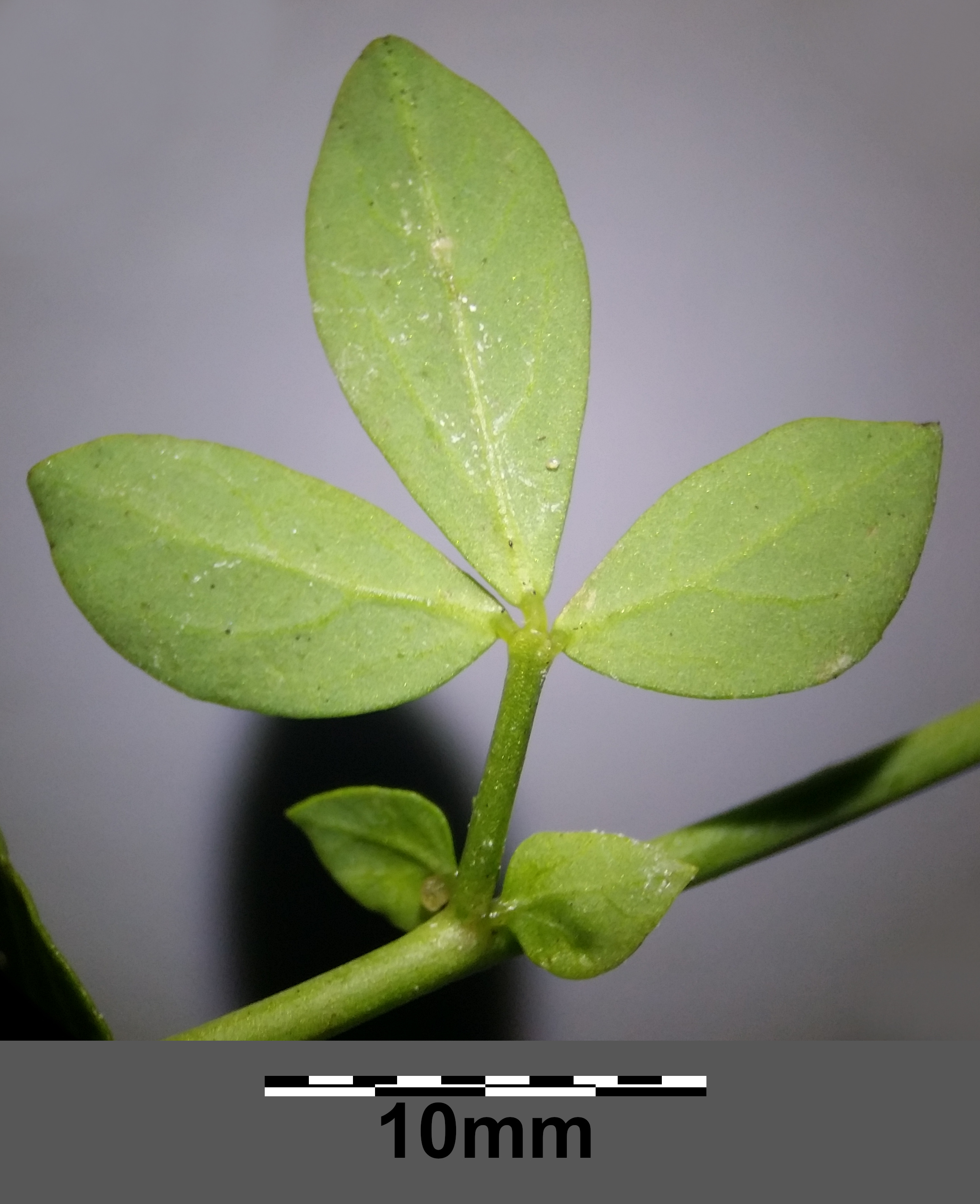
Liść

PokrójRoślina wieloletnia dorastająca do 60–80 cm długości.
ŁodygaRozgałęziona, rozesłana lub podnosząca się, wewnątrz pusta.
LiściePodłużne pierzaste, pięciolistkowe, z których trzy górne listki są odwrotnie jajowate, a w dolnej partii znajdującej się tuż przy łodydze dwa listki trójkątne lub ukośnie owalne przesunięte do nasady ogonka liściowego. Na spodniej stronie są wyraźnie unerwione.
KwiatyKwiatostan 8–14 kwiatowy, na długiej szypułce. Kwiaty motylkowe, żółte, łódeczka zaokrąglona na grzbiecie i stopniowo zwężająca się w dzióbek. Kielich o ząbkach równowąskolancetowatych, przez kwitnieniem odgiętych. Są one zwykle długo orzęsione i mają zatokę pomiędzy dwoma górnymi ząbkami.
OwoceRównowąskie i obłe strąki o długości 2–3 cm, wystające z kielicha, przy dojrzewaniu śrubowato skręcające się.
Gatunki podobneWe florze Polski bardzo podobna jest komonica zwyczajna

## Biologia i ekologia
Bylina, hemikryptofit. Kwitnie w czerwcu i lipcu. Siedlisko: znosi dobrze surowy klimat. Występuje na stanowiskach wilgotnych. Rośnie na podmokłych łąkach oraz torfowiskach. W klasyfikacji zbiorowisk roślinnych gatunek charakterystyczny dla rzędu (O.) Molinietalia. Liczba chromosomów 2n = 12 (24).

## Zastosowanie
- Cenna roślina pastewna uprawiana na paszę zieloną[4]. Zalecana do wysiewania na podmokłe łąki i torfowiska, gdyż znosi długotrwale zalewy (nawet do czterech tygodni)[4].
- Dostarcza pszczołom nektaru i pyłku.